# Algutsrums härad
Algutsrums härad var ett härad på Öland i Kalmar län. Häradet var beläget på öns västra sida i nuvarande Mörbylånga kommun. Tingsplats var Färjestaden, dock mellan 1745 och 1752 Fröbygårda i Vickelby socken.

## Geografi
Häradet var beläget på öns västra sida längs med Kalmarsund, från Mörbylånga i söder till Glömminge kyrka norr om Färjestaden och Ölandsbrons fäste i norr.  
Häradets areal uppgick till 235 km² och hade 1930 5 708 invånare.

## Socknar
Algutsrums härad omfattade sex socknar.
I Mörbylånga kommun
- Algutsrum
- Glömminge
- Mörbylånga
- Resmo
- Torslunda
- Vickleby

samt Mörbylånga köping

## Län, fögderier, tingslag, domsagor och tingsrätter
Häradet hörde till Kalmar län. Församlingarna tillhör(de) från 1604 till 1915 till Kalmar stift, innan dess till Linköpings stift och därefter till Växjö stift.
Häradets socknar hörde till följande fögderier:
- 1720-1917 Ölands södra mots fögderi
- 1918-1966 Ölands fögderi
- 1967-1990 Borgholms fögderi

Häradets socknar tillhörde följande tingslag, domsagor och tingsrätter:
- 1680-1942 Ölands södra mots tingslag i Ölands domsaga
- 1943-1968 Ölands domsagas tingslag i Ölands domsaga
- 1969-1970 Möre och Ölands domsagas tingslag i Möre och Ölands domsaga

- 1971-1982 Möre och Ölands tingsrätt och domsaga
- 1983- Kalmar tingsrätt och domsaga